# Стальные когти
«Стальные когти» (иер. трад. 黃飛鴻之鐵雞鬥蜈蚣, упр. 黄飞鸿之铁鸡斗蜈蚣, кант.-рус.: Вон Фэй Хун чи тхит кай тау ын кун) — гонконгский комедийный боевик режиссёра Вон Чина. Постановку боевых сцен осуществлял Юнь Вопхин.

## Сюжет
Мастер боевых искусств Вон Фэйхун владеет собственной школой, но её помещения стали слишком тесны, поскольку учеников у Фэйхуна становится всё больше и больше. Двое его учеников приходят к соглашению с владельцем свободного здания. Поэтому школа меняет свой адрес. Теперь новое здание школы располагается вблизи публичного дома, что неприемлемо для Фэйхуна, зато это устраивает его молодых учеников. К тому же генерал хочет, чтобы Вон Фэйхун ушёл любой ценой, поскольку опасается, что мастер узнает о преступных делах генерала.

## В ролях
- Джет Ли — Вон Фэйхун
- Шарла Чён — Железная Ласточка
- Дики Чён[кит.] — Соу
- Нат Чань[кит.] — г-н Сутенёр
- Лён Каянь — Лён Фунь
- Гордон Лю[кит.] — мастер Лиу Хун
- Алан Чхёй[кит.] — Лёй Ятсиу
- Чю Тхитво[кит.] — отец Железной Ласточки
- Анита Юнь — Сестра Девять
- Киндом Юнь[кит.] — Сань Ку
- Изабель Лён[кит.] — проститутка
- Ку Тхиньи — проститутка
- Линда Чён — проститутка

## Восприятие
На сайте Rotten Tomatoes фильм имеет средний рейтинг в 67 % на основании 6 рецензий и оценку 6,4 балла из 10. Фильм был также положительно воспринят авторами книги The Hong Kong Filmography, 1977–1997: A Reference Guide to 1,100 Films Produced by British Hong Kong Studios, где картина была охарактеризована как «развлекающая» и оценена в 7 звёзд из 10. Российский кинокритик Борис Хохлов в своей рецензии описал комедийную составляющую от режиссёра Вон Чина как «вещь специфическую», при этом боевые сцены он назвал «кунг-фу самой высшей пробы».